# Strongoli
Strongoli är en ort och kommun i provinsen Crotone i regionen Kalabrien i Italien. Kommunen hade 6 581 invånare (2017).